# Углич
У́глич — город в России, административный центр Угличского района Ярославской области, в XIII—XVI веках центр Углицкого княжества. Население — 32 719чел. (2021).
Город расположен на реке Волге (Угличское водохранилище) в 201 км к северо-востоку от Москвы и в 94 км к западу от Ярославля. Туристический центр на «Золотом кольце».
Является городом областного значения, при этом в рамках Угличского муниципального района образует муниципальное образование Углич со статусом городского поселения как единственный населённый пункт в составе последнего

## Этимология
Название получил, по всей вероятности, от того, что Волга здесь делает угол до Ярославля, и в Угличе надо было ехать на Ярославль, чтобы срезать угол Волги для прямоезжей дороги. По другим версиям, название производят от слова «уголь» — на этом месте в древности выжигали уголь; или от слова «уличи» — так называлось одно из славянских племён, жившее, правда, совсем в другом месте, по берегам Днестра и Дуная.
По мнению Е. М. Поспелова, возможна связь топонима со словом «уголь»: поле (Углече поле) было подготовлено в процессе подсечно-огневого земледелия. В. Д. Русинов считает, что упоминаемое в летописи под 1148—1149 гг. Углече поле — это действительно «поле», то есть значительная по площади часть Верхневолжья. В этой местности на берегу Волги возник город, который первоначально назывался Волга, но уже под 1293 г. он упоминается как Углече поле, а с конца XVI века — Углич. Название Углич рассматривается Русиновым как притяжательное прилагательное с суффиксом -ич, который указывает на принадлежность поля некоему лицу или олицетворяемому предмету, в названии которого был корень -угл. По оценке Е. М. Поспелова, гипотеза Русинова нуждается в более глубоком обосновании.

## История

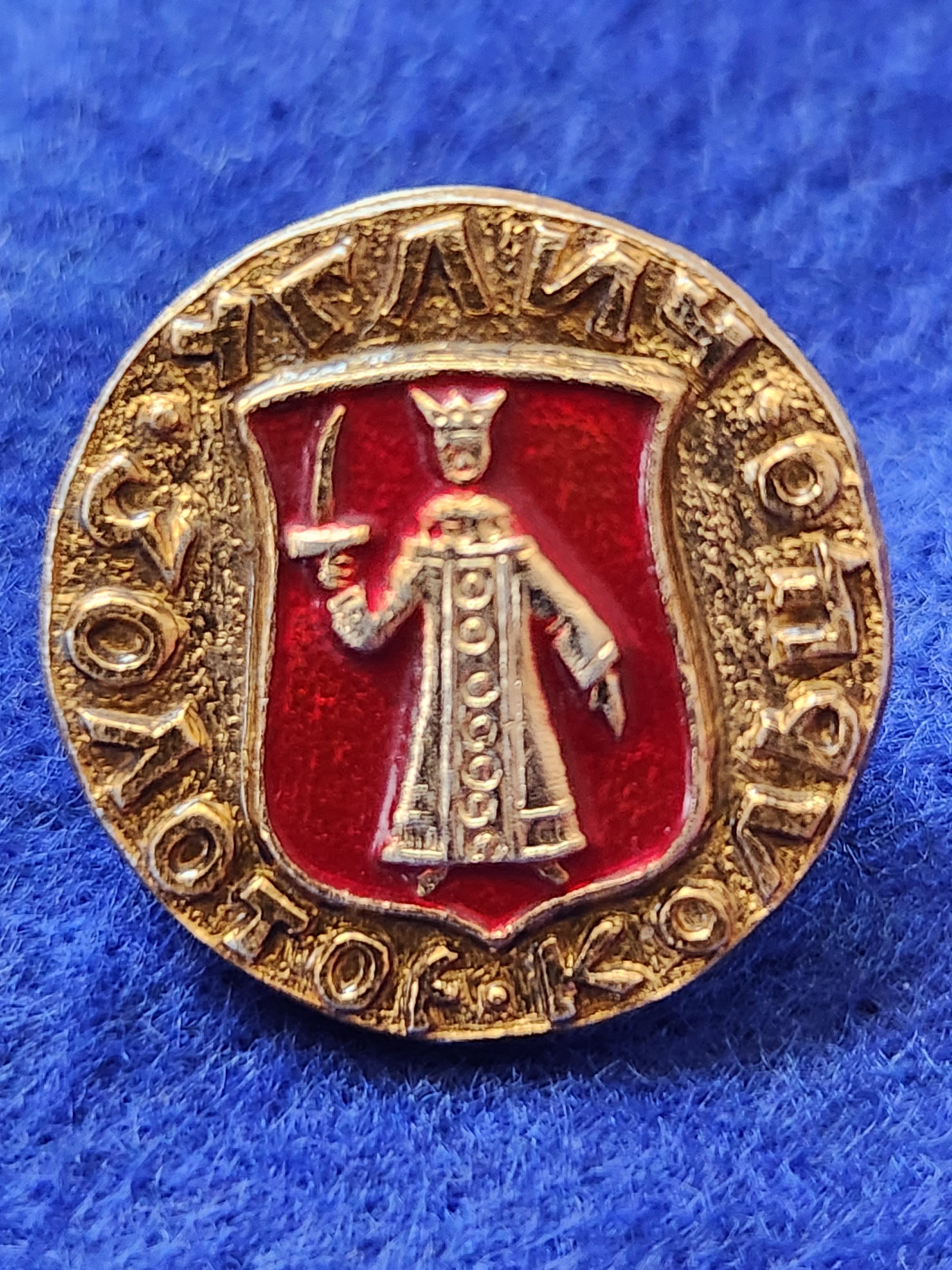
Углич в геральдической серии значков с гербами городов «Золотого Кольца России» 1970-е годы

По данным археологических изысканий, поселение на месте угличского кремля существовало приблизительно с начала нашей эры с небольшим перерывом в V—VI веках.
Местная летописная традиция приписывает основание города Угличе поле Яну Плесковичу, то есть «псковичу», родственнику княгини Ольги. В очень поздних и недостоверных местных источниках называется несколько дат (937, 947, 952 и другие годы), которые могли бы считаться моментом возникновения города. Традиционно выбирается 937 год. Вплоть до XIX века в городе существовала местность (ныне застроенная), носившая название «Яново поле». Археологические раскопки подтверждают присутствие балтийской феодализирующейся знати в середине X века.
Первое упоминание Углича в летописных источниках относится к 1148 году. Под этим годом летописец, описывая поход великого князя киевского Изяслава Мстиславича, действовавшего в союзе с Ростиславом Смоленским и новгородцами, на князя суздальского Юрия Долгорукого, говорит: 

Придоста к Кснятину и начаста городы его [Юрия] жечи и села… обаполь Волгы и поидоста оттоле на Углече поле, и оттуда на устье Мологи.

Владимир Кучкин относит описываемые события к началу 1149 года и отмечает, что союзники взяли было шесть суздальских городов на Волге (Мологу, Углече поле, Кснятин и три неназванных города, предположительно — Дубну, Шошу и Тверь), но ушли восвояси из-за начавшейся распутицы (заметим, что в первые десятилетия своего существования Углич обычно упоминался под названием «Углече поле»).
С 1218 года Углич являлся главным городом небольшого Угличского удельного княжества. Углич упомянут вместе с Ярославлем в найденной в 1952 году берестяной грамоте № 69, которую Валентин Янин датирует 80-ми годами XIII века: «Мы с Григорием в Ярославле живы-здоровы. Угличские корабли остались во льду на зиму в Ярославле» (ѧ на ѧрославли добръ здоровъ и с григоремь оуглицане замерьзьли на ѧрославли). В 1238 году Углич был дотла сожжён монголо-татарами, но уже при князе Романе (1261—1285) в городе велось большое строительство. В 1328 году князь Иван Данилович Калита присоединил город к Москве. В период острого соперничества Москвы с Тверью за великокняжеский стол войска тверского князя Михаила дважды осаждали пограничный Углич. В 1371 году Углич был полностью разорён и сожжён тверичанами. В том же году митрополитом всея Руси Алексием был основан Успенский (позднее Алексеевский) монастырь. Московский князь Дмитрий Донской в 1375 году укрепил город, заново выстроив крепость. В 1380 году угличская дружина во главе со своим князем сражалась на Куликовом поле.
В начале XIV века права на княжество были проданы московскому князю и в дальнейшем оно выделялось в удел различным младшим князьям. В 1462—1492 годах здесь княжил Андрей Большой. Во время его правления город вырос, было построено несколько каменных зданий, а именно — собор (перестроен в 1713 году), Покровский монастырь (разрушен во время строительства Угличской ГЭС), и палаты удельных князей из красного кирпича (сохранилась парадная часть). В 1492 году угличский князь был схвачен своим братом Иваном III Васильевичем и заключён вместе с двумя сыновьями в один из переславских монастырей, где вскоре и умер. Большой пожар, случившийся в это время, довершил упадок города.
Около 1468 года город посетил Афанасий Никитин, упомянувший его в своих путевых записках «Хожение за три моря».
Во время правления Ивана Грозного город был передан его младшему брату, Юрию. Зимой 1550—1551 годов в лесах под Угличем была построена деревянная крепость, которую в разобранном виде переправили по Волге под осаждённую Казань. Эта крепость послужила основанием города Свияжска. В 1565 году, когда царь Иван Васильевич разделил Русское государство на опричнину и земщину, город вошёл в состав последней.
После смерти Ивана Грозного в 1584 году его младший сын Дмитрий был отправлен с матерью в Углич. Наиболее известное событие в истории города произошло 15 мая 1591 года, когда восьмилетний мальчик был найден мёртвым с перерезанным горлом во дворе дворца. В смерти Дмитрия подозревали Бориса Годунова, который имел виды на царство. Угличане убили государственных дьяков Битяговского и Качалова, посчитав их виновными, разрушили приказную избу. За это в Угличе казнили около 200 человек и колокол, созвавший горожан на восстание — ему отрезали язык и ухо, как неодушевленного первосслыльного высекли плетьми и сослали в Сибирь (одним из первых; висел в Тобольском кремле, в настоящее время находится в Угличе). Мать царевича насильно постригли в монахини.
В 1601 году Углич с окрестностями был пожалован принцу Густаву, неудавшемуся жениху Ксении Годуновой. До разорения поляками во время Смуты Углич, по словам летописцев, занимал пространство до 25 вёрст в окружности, имел 3 собора, 150 приходов и церквей, 12 монастырей, до 17 000 тяглых дворов и около 40 000 жителей.
В Смутное время Углич не раз подвергался разорениям и, по мнению некоторых историков, являлся наиболее пострадавшим городом России. Наибольшее разорение ему принесла осада 1609 года. В «Супоньевской летописи» говорится: 

Зде умыслих изчести всех убиенных окаянными папистами: во граде бысть убито разного звания 20 000 человек; священников, диаконов и церковнослужителей, по исчислении церквей, до 500 человек; сожжено и истреблено 10 мужских монастырей и 2 женских, а в оных 2 архимандрита, 8 игуменов и 2 игуменьи, монахов 500, дев чистых и жён более 500. Церквей разорено и сожжено 150, мирских домов до 12 000. Всего же, по исчислению убиенных, повешенных, потопленных и прочими смертями умученных, всякого звания, пола и возраста до 40 000, им же всем за веру Христову умершим подаст Господь вечную память и покой.
По замечанию местного историка Ф. Кисселя, в летописи говорится не об одном только городе, а считаются церкви и жители во всём Угличском уезде. Число 40 000 связано не с реальностью, а с библейской легендой о 40 000 мучениках севастийских.

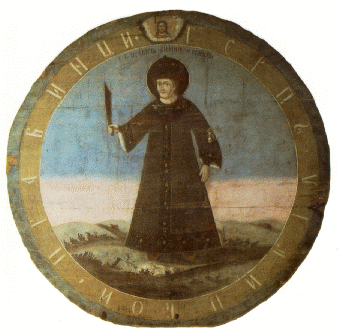
Герб Угличской провинции (1730)

После потрясений Смуты Углич поправлялся крайне медленно, страдая от сильных пожаров и от моровой язвы. За восстановление Углича взялся царь Михаил Романов: он ввёл послабления в уплате подати, наделил угодьями разрушенные монастыри, даровал городу самоуправление. По одной из версий, мать этого первого царя династии Романовых, боярыня Ксения Шестова, родилась и выросла именно в Угличе. В 1628 году в память о угличанах, погибших от польско-литовских интервентов, был построен храм Успения Пресвятой Богородицы Алексеевского монастыря.
По писцовым книгам (1674), Углич разделялся на три части: крепость, или княжий город, земляной, или собственно город, и стрелецкие слободы. Крепость была рубленая в две стены из тёсаного соснового леса, покрыта тёсом; около стены был ров глубиной в 8 саженей и такой же ширины.
В 1674—1677 годах был отстроен в камне Воскресенский монастырь, в 1681 году храм Усекновения главы Иоанна Предтечи. В 1690 году был построен храм Рождества Иоанна Предтечи, из-за которого через 250 лет переносили место Угличской ГЭС. В 1692 году выстроен в камне на месте деревянной церкви храм Димитрия на крови. В XVII веке угличские ремесленники, помимо прочего, варили селитру и доставляли её в Пушечный приказ в Москве.
После неудачного Нарвского сражения для литья новых пушек из Углича вывезли колокола общим весом 350 с лишним пудов (около 5,8 тонн). Каменное строительство в Угличе, как и во всех городах России, приостановилось на время возведения Петербурга.

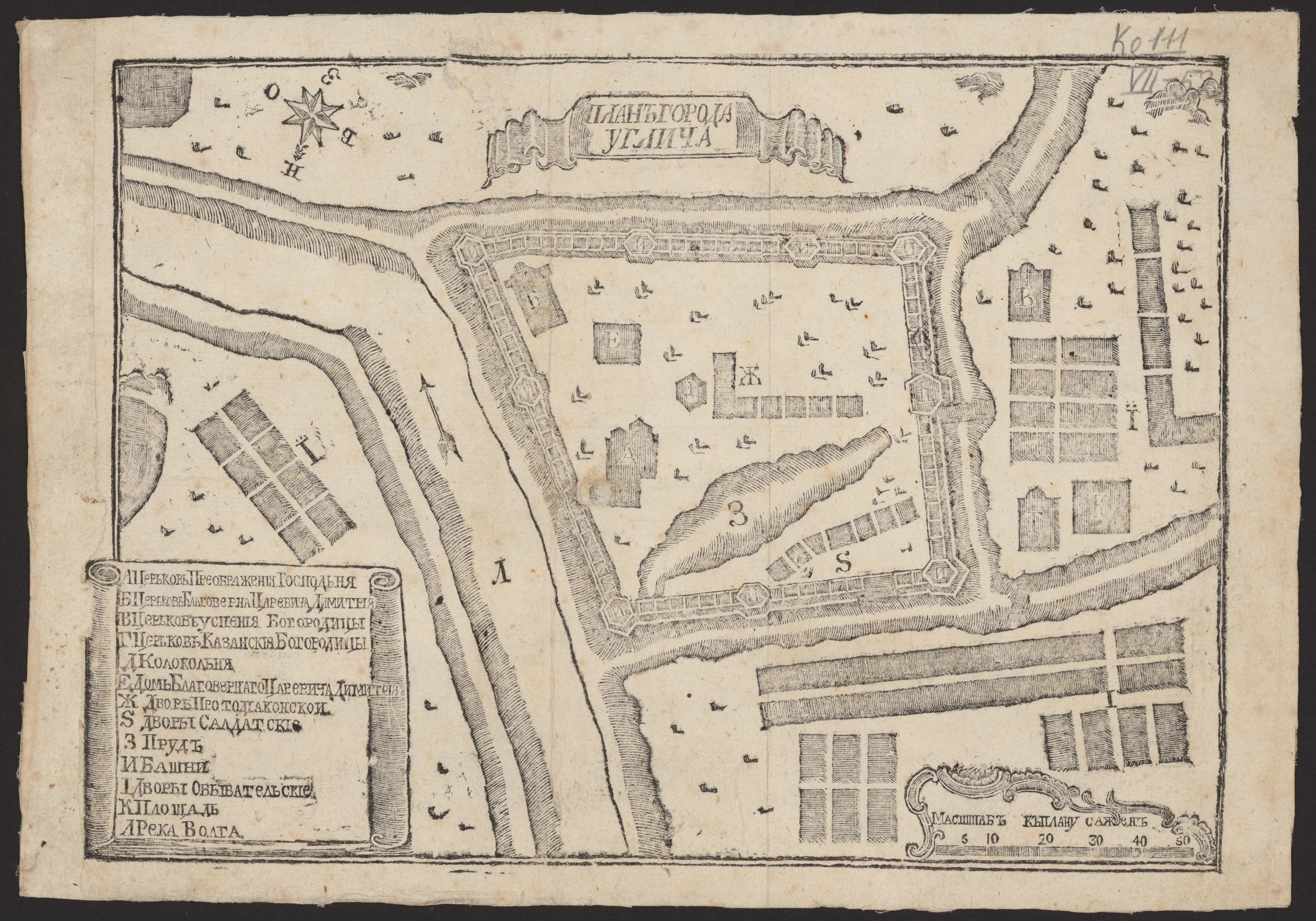
План Углича, 1767 г.

В 1719—1775 годах Углич был центром Углицкой провинции, в связи с чем был утверждён герб, «сочинённый» в герольд-конторе, основанной Петром I, и присвоенный городу 31 августа 1778 года. Описание герба: «В червлёном поле образ убиенного царевича Дмитрия Иоанновича».
В 1777 году назначен уездным городом Ярославского наместничества, переименованного в 1796 году в губернию. К концу XIX века Углич пришёл в упадок, поскольку отсутствие железных дорог мешало реализации промышленной и сельскохозяйственной продукции, а Калязин и Кашин, в которых железная дорога была построена в 1890-е годы, оказались в более выгодном экономическом положении.

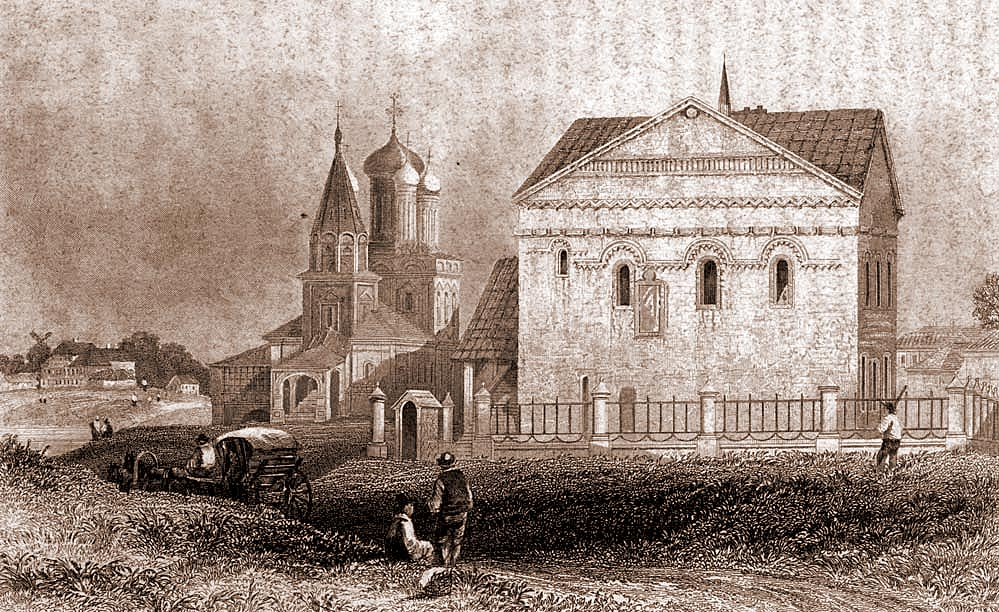
Угличский кремль в 1850-е годы

На рубеже XVIII—XIX веков Углич лишился своих оборонительных сооружений, ставших функционально ненужными. Разобрали обветшавшую кремлёвскую крепость, а позднее срыли земляной вал, защищавший посад. В это же время на центральных улицах города было построено немало каменных домов по «образцовым» проектам в стиле классицизм. Эти замечательные образцы классицистической российской архитектуры сохранились в Угличе зачастую без изменений и во многом определяют облик городской застройки старого города.
В конце августа 1858 года французский писатель Александр Дюма, путешествовавший пароходом до Астрахани, останавливался в Угличе:

…Я поднял голову и увидел на горизонте целый лес колоколен… Исторические воспоминания влекли меня в Углич; я хотел увидеть дворец малолетнего царевича, каким он был в пору его гибели. Я хотел увидеть реликвии, сохранившиеся от этого предпоследнего потомка Рюриковичей. 
Развивался в городе интерес к истории, к искусству, в конце XIX века был открыт музей древностей, библиотека, было основано театральное общество. Очень многое сделали для города угличские купцы, не только финансировавшие эти начинания, но и принимавшие в них участие. Многое сделал для драматического кружка брат Антона Чехова Михаил, здесь нередко бывали видные деятели культуры и искусства: Михаил Салтыков-Щедрин, Александр Островский, Василий Жуковский, Иван Суриков, Игорь Грабарь, Николай Рерих и многие другие писатели, художники, артисты, историки.
Советская власть была установлена в Угличе 12 декабря 1917 года, а весной 1921 года облик города был изменён большим пожаром. Городская газета сообщала: «21 апреля злой волей врагов трудящихся город в центральной наилучшей своей части был одновременно подожжён в трёх пунктах и через короткое время благодаря обилию сухого горючего материала весь центр города представлял собой сплошное стихийное море огня. Никакие сверхчеловеческие силы не были в состоянии противостоять воистину стихийной силе пожара…»
В ходе индустриализации СССР в 1935—1950 годах была построена Угличская ГЭС и создано Угличское водохранилище, в 1940 году - построена тупиковая железнодорожная линия Калязин — Углич. В 1941 году Углич был объявлен прифронтовым городом, когда немецкие войска подошли к Калинину (ныне Тверь). В Углич эвакуировали детей блокадного Ленинграда, для чего был создан детский дом № 90. Шефскую помощь детскому дому оказывал часовой завод. 17 марта 1944 года Углич получил статус города областного подчинения.
В 1968 году был утверждён генеральный план города. В 1976 году численность населения составляла 37,5 тыс. человек, здесь действовали часовой завод, ремонтно-механический завод, экспериментальный ремонтно-механический завод, а также научно-производственное объединение «Углич» (включавшее в себя Всесоюзный НИИ маслоделия и сыроделия), ряд производственно-экспериментальных предприятий, филиал НИИ часовой промышленности. вечерний приборостроительный техникум, филиал механико-технологического техникума молочной промышленности, педагогическое училище и историко-художественный музей с картинной галереей.

## Население
| 1620    | 1856    | 1897    | 1913    | 1926    | 1931    | 1939    | 1959    | 1967    | 1970    | 1979    |
| ------- | ------- | ------- | ------- | ------- | ------- | ------- | ------- | ------- | ------- | ------- |
| 595     | ↗10 000 | ↘9698   | ↗10 800 | ↘8026   | ↘7100   | ↗12 282 | ↗28 890 | ↗34 000 | ↗35 463 | ↗39 069 |
| 1989    | 1992    | 2000    | 2001    | 2002    | 2003    | 2005    | 2006    | 2007    | 2008    | 2009    |
| ↗39 975 | ↘39 800 | ↘37 500 | ↘37 100 | ↗38 260 | ↗38 300 | ↘37 100 | ↘36 500 | ↘35 945 | ↘35 400 | ↘34 972 |
| 2010    | 2011    | 2012    | 2013    | 2014    | 2015    | 2016    | 2017    | 2018    | 2019    | 2020    |
| ↘34 507 | ↘34 354 | ↘33 900 | ↘33 273 | ↘32 766 | ↘32 496 | ↘32 321 | ↘32 146 | ↘32 057 | ↘31 861 | ↘31 758 |
| 2021    |         |         |         |         |         |         |         |         |         |         |
| ↗32 719 |         |         |         |         |         |         |         |         |         |         |

На 1 января 2025 года по численности населения город находился на 478-м месте из 1124 городов Российской Федерации.
Национальный состав
По итогам переписи населения 2020 года проживали следующие национальности (национальности менее 0,1 % и другое, см. в сноске к строке «Другие»):
| Национальность | Численность, чел. | Доля     |
| -------------- | ----------------- | -------- |
| Русские        | 29 865            | 91,28 %  |
| Украинцы       | 129               | 0,39 %   |
| Азербайджанцы  | 105               | 0,32 %   |
| Армяне         | 69                | 0,21 %   |
| Другие         | 2551              | 7,80 %   |
| Итого          | 32 719            | 100,00 % |

## Экономика

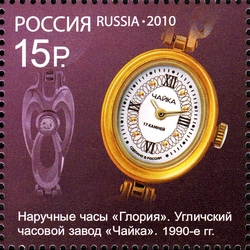
Наручные часы «Глория», 1990-е годы. Угличский часовой завод «Чайка». Марка России, 2010

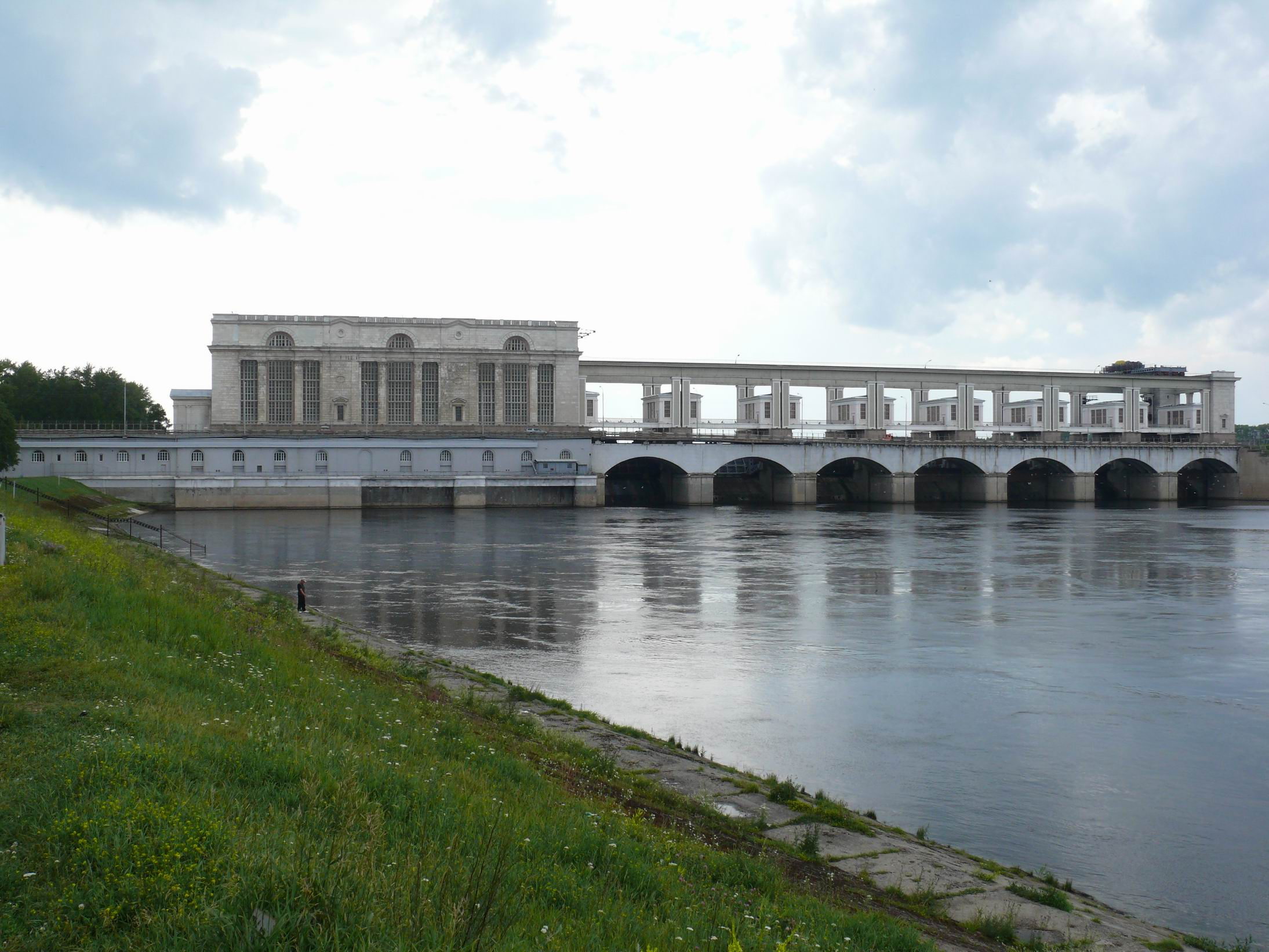
Вид Угличской ГЭС со Спасской улицы

Среди основных промышленных предприятий города:
- ООО «Завод точной механики „Техносила“» — услуги по токарной и фрезерной обработке металлов
- ООО «Техкомплект» — услуги по обработке деталей и металлов для различных сфер деятельности
- Угличский часовой завод
- ЗАО «Угличский завод точного машиностроения» — оборудование для энергетики и нефтегазовой промышленности
- завод «Станкотех»
- специальное конструкторское техническое бюро СКТБ ЭлПА[51] — производство и НИОКР в области пьезорезонансной техники
- конструкторское бюро «КварцСенс» — экспериментальные датчики давления и температуры на основе кварцевых резонаторов-сенсоров
- КварцМет[52] — полный цикл металлообработки на станках с ЧПУ и универсальном оборудовании
- экспериментально-механический завод (выпускает оборудование для маслосыродельных предприятий)
- завод строительного оборудования
- мебельная фабрика «ПолиАрт»
- Угличский сыродельно-молочный завод (широко известен Угличский сыр)
- Угличский завод минеральной воды
- биофабрика
- птицефабрика
- сельскохозяйственный холдинг ООО «АгриВолга» (органическая мясомолочная продукция «Углече Поле», племенное животноводство)
- лесокомбинат
- завод по производству электрических кабелей и проводов «Угличкабель».[53]
- «ВолгаЭкоПласт» — производство станций биологической очистки
- ОАО «Угличский речной порт»
- ООО «Угличский завод полимеров» (TUBOFLEX) производство шлангов из ПВХ и полипропилена для СМА.
- ООО «Каскад» (производство деталей и сопутствующих материалов для кранов)
- ООО «Ламифил» завод по производству неизолированных проводов для высоковольтных линий электропередач
- ООО «Форма»

В черте города расположена Угличская ГЭС. Также в Угличе находится Всероссийский научно-исследовательский институт маслоделия и сыроделия.

## Транспорт
Тупиковая железнодорожная станция Углич (код 05060) связана с Калязином 48-километровой железнодорожной веткой, построенной в конце 1930-х — начале 1940-х годов.
Углич автодорогой Р153 связан с Ростовом. Через город проходит трасса Р104, связывающая его с Рыбинском и Калязином. Городской транспорт с 01.04.2025 работает только по регулируемому тарифу. Действует девять круглогодичных маршрутов (№№ 1а, 2, 3, 4, 7, 8, 9, 12, 65) и девять сезонных (в летний период — №№ 1с, 5с, 6с, 10с, 15, в зимний период — №№ 1, 5, 6, 10). Перевозчики — ИП Бахтурин В.В., ИП Волошнягов М.В., ИП Криптев А.А.. На маршрутах работают автобусы средней вместимости. Стоимость проезда по состоянию на январь 2025 года составляет 31 рубль.
Угличский речной порт — ближайший к Москве (263 км) крупный порт, на Волго-Балте. Пассажирский район порта ежегодно принимает около 1000 теплоходов и более 250 000 туристов.

## Достопримечательности

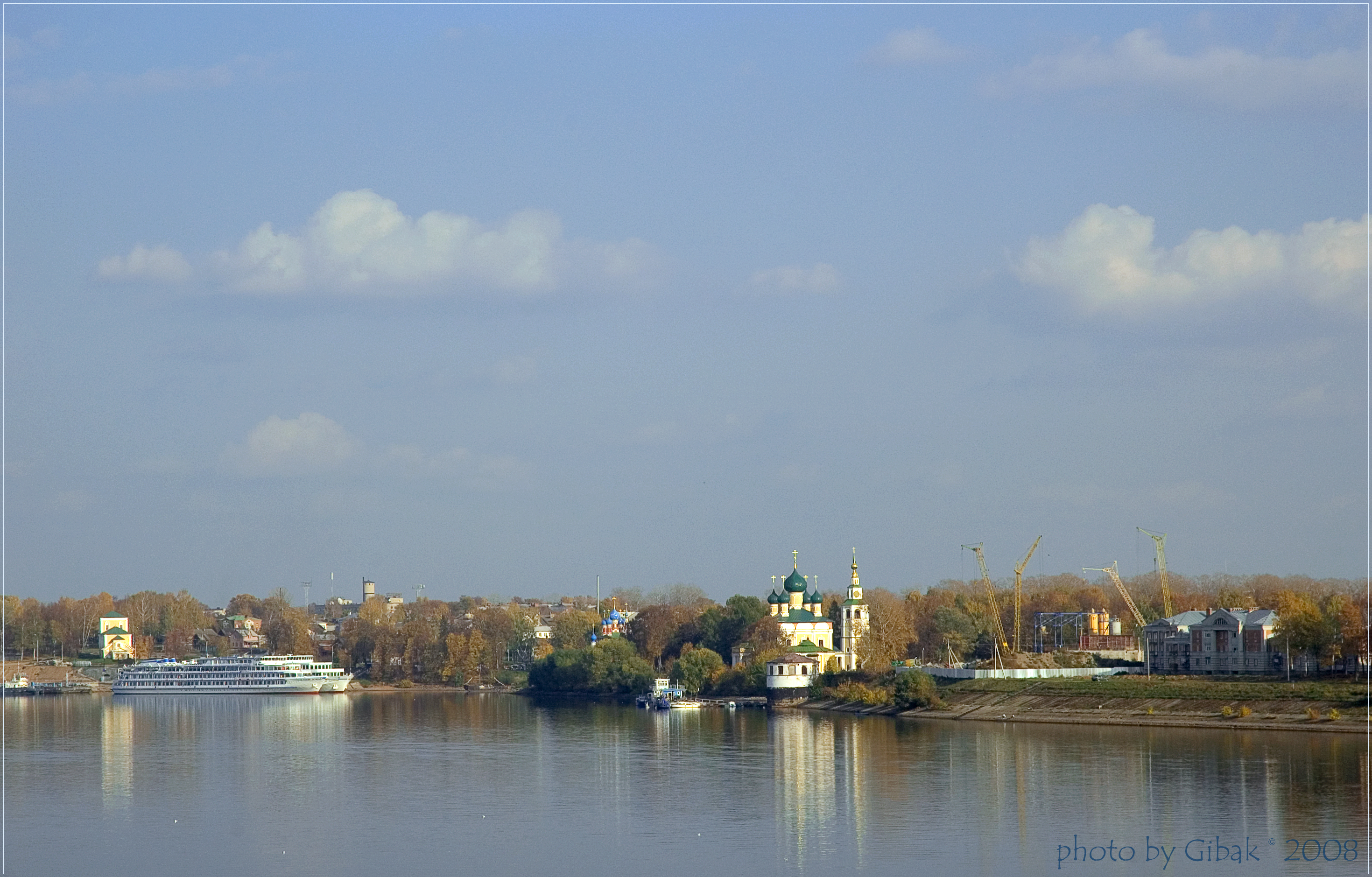
Набережная Углича. Вид с плотины.

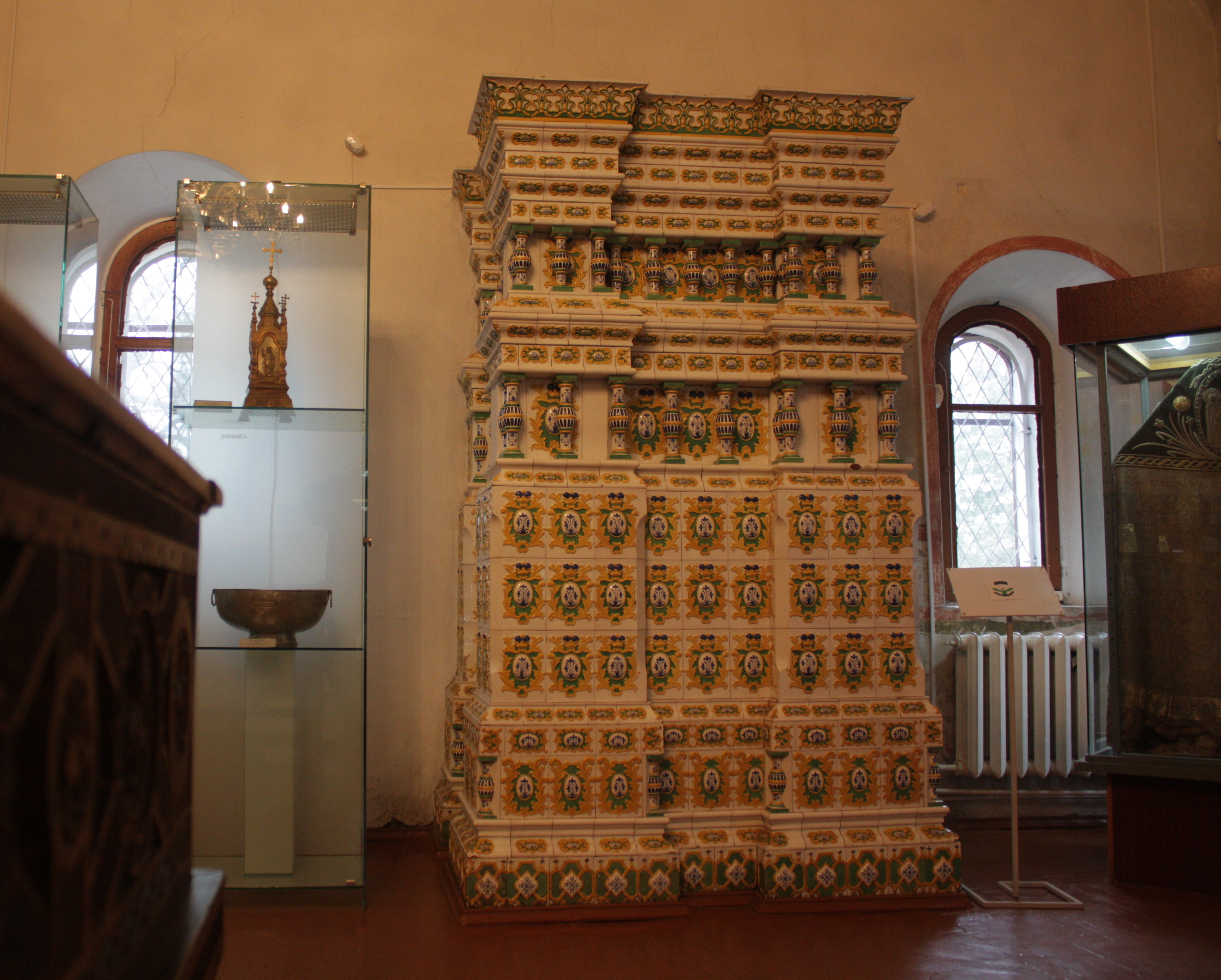
Изразцовая печь в княжеской палате (Угличский историко-архитектурный музей)

Углич является одним из городов Золотого кольца России, часто посещается туристами (в городе останавливаются круизные теплоходы, следующие по Волге). В городе сохранились многочисленные образцы традиционной русской архитектуры.
Среди основных достопримечательностей Углича:
- Угличский кремль с церковью Димитрия на Крови (1692), Спасо-Преображенским собором (1713), колокольней (1730), палатами царевича Димитрия (1482) и др.
- Свято-Воскресенский монастырь.
- Богоявленский монастырь с грузным собором (1843—1853).
- Алексеевский монастырь (1371) с Успенской («Дивной») церковью (1628).
- Церковь Рождества Иоанна Предтечи (1689—1690).
- Церковь Корсунской иконы Божией Матери.
- Казанская церковь (1778).
- Церковь Димитрия на Поле (1798—1814). Построена на месте прощания угличан с мощами святого царевича в 1606 году и известна тем, что никогда не закрывалась, оставаясь единственным действующим храмом Углича в советский период[62][63].
- Церковь Николы на Сухих Прудах (восстанавливается)
- Церковь Воскресения Христова (Флора и Лавра) (действует)
- Ансамбль Торговой площади — Торговые ряды (1860), купеческие дома.
- Старейшее деревянное жилое здание первой трети XVIII века (Дом Меховых-Ворониных)
- Гражданская застройка города XVIII—XIX веков (Супоневский дворец, Зимин двор) (В руинном состоянии).

В 11 км от города, в селе Улейма, расположен Николо-Улейминский монастырь с ансамблем допетровской архитектуры.
Часовни:
- Часовня Покрова Пресвятой Богородицы и Паисия Угличского (не действует, перестроен под различные офисы и магазины)
- Часовня Петра и Павла (не действует)
- Часовня Анастасии Узорешительницы и Серафима Угличского при доме престарелых

### Утраченные храмы и монастыри
- Покровский Паисиев монастырь (разрушен в советское время в результате строительства ГЭС)
- Церковь Всех Святых (закрыта в 1929 г., разобрана при строительстве ГЭС)
- Церковь Леонтия Ростовского (закрыта в декабре 1935 г., разобрана при строительстве ГЭС)
- Церковь Воскресения Словущего на Георгиевском кладбище
- Церковь Троицы Живоначальной на Песках
- Церковь Параскевы Пятницы на Лужке
- Церковь Илии Пророка
- Церковь Петра и Павла
- Церковь Василия Великого на Глинках
- Церковь Вознесения Господня
- Церковь Филиппа апостола
- Николо-Петуховская церковь
- Церковь Александра Невского при тюремном замке
- Церковь Параскевы (Пятницы) Великомученицы на луже

Часовни;
- Часовня Иоанна Угличского на Поле
- Часовня Иконы Божией Матери Знамение

## Музеи

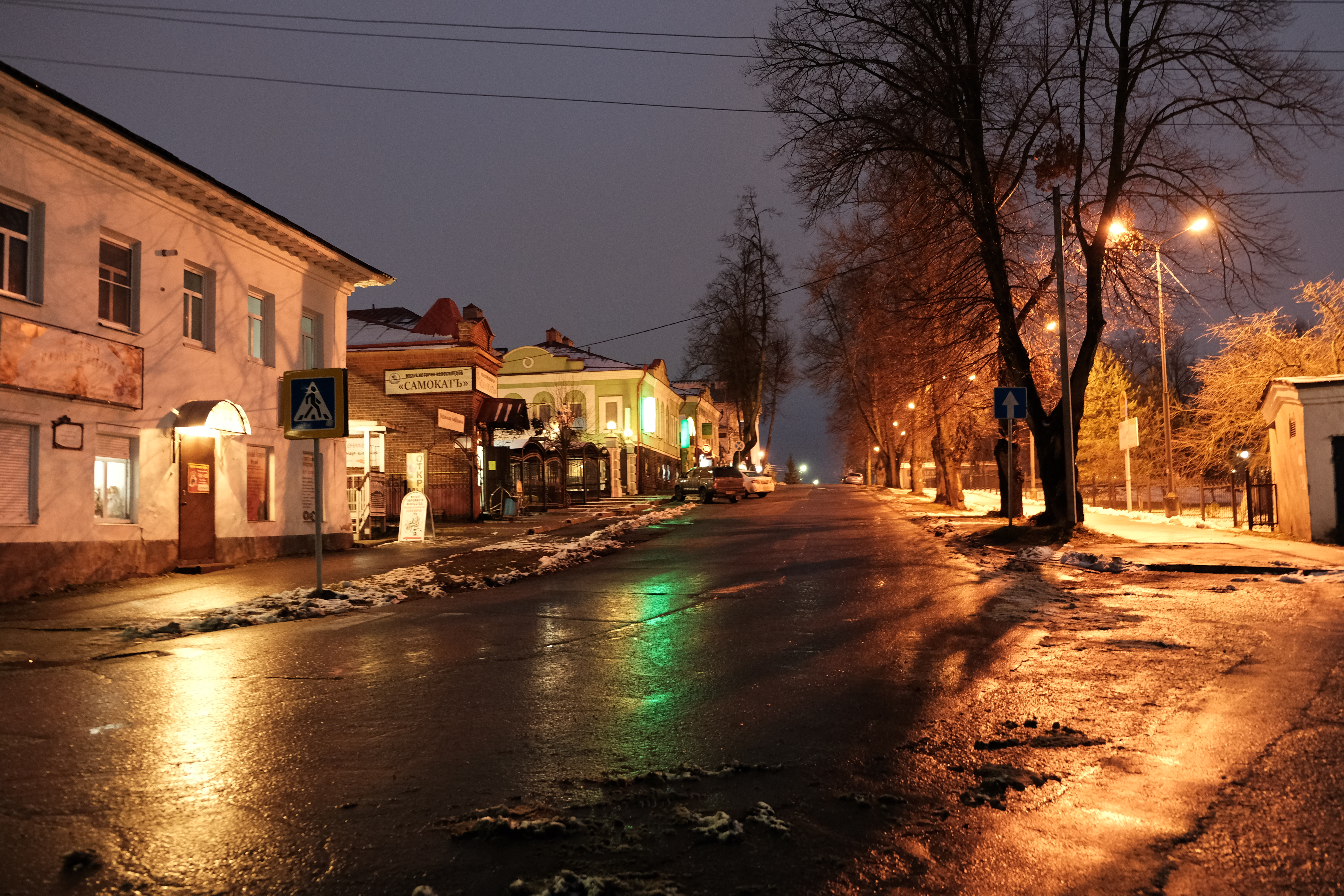
Центр города и музей велосипедов «Самокат»

В Угличе работает 16 музеев:
- Угличский государственный историко-архитектурный и художественный музей
- Центральный музей истории гидроэнергетики России
- Музей городского быта XIX века
- Музей истории Углича
- Музей кукол
- Музей тюремного искусства
- Музей истории русской водки
- Музей мифов и суеверий русского народа — творческая мастерская Дарьи Чужой
- Музей рабочей лошади в деревне Ивашково
- Магазин-музей «Время по Угличу»

- Городской дом «Терем»
- Интерактивный контактный музей «Дом на Волге»
- Дом-музей Калашникова
- Парк-музей петуха
- Музей велосипедов «СамокатЪ».
- Музей игральных карт.

## Фестивали
В городе регулярно проводятся различные фестивали, среди которых ежегодный спортивный фестиваль «Зимние забавы в Угличе», международный фестиваль фотографии «ФОТОПАРАД в Угличе» (с 2007—2011 — «Углич — лицо русской провинции»), всероссийский велофестиваль «Угличская верста» и др.
Февраль
Ежегодный спортивный фестиваль «Зимние забавы в Угличе»

Двухдневное торжество зимнего спорта и развлечений, ежегодно собирает любителей спорта и активного отдыха. Фестиваль сохраняет красочные традиции русских гуляний и каждый год расширяет программу. Ежегодно в программе фестиваля: снегоходные гонки, заплывы моржей, массовый лыжный забег, катание в лошадиной повозке, зимний мини-футбол, зимняя рыбалка, народные игры, прокат саней и квадроциклов, развлекательное шоу, лакомые угощения для участников и гостей фестиваля. 

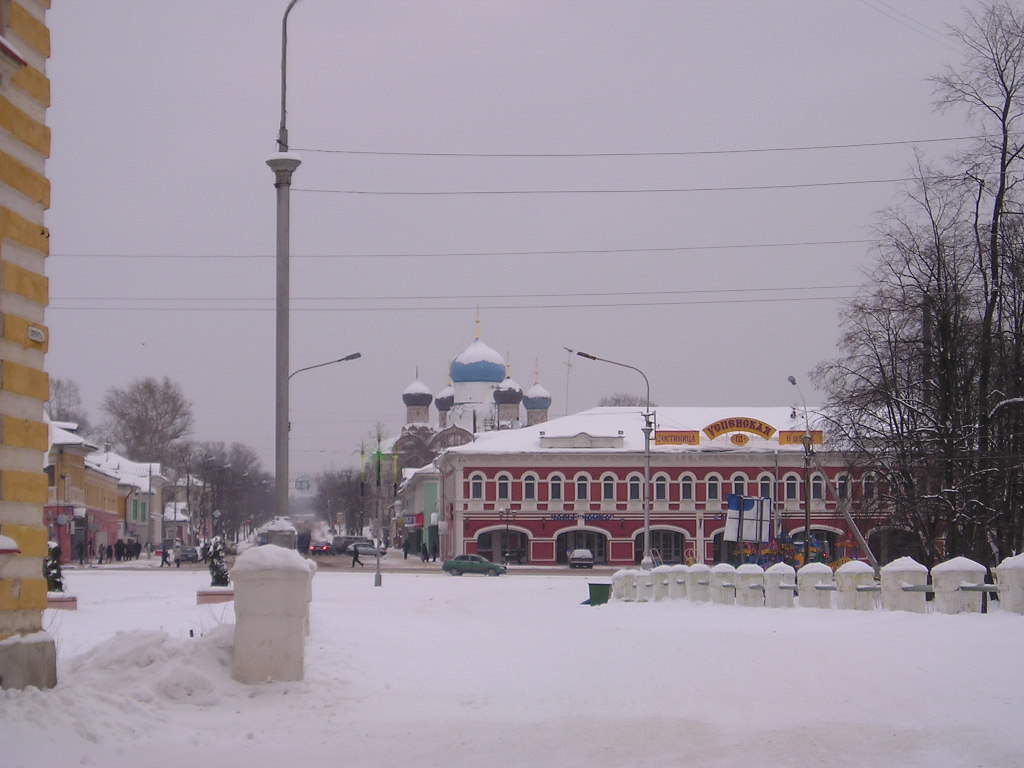
Зимний город

Май

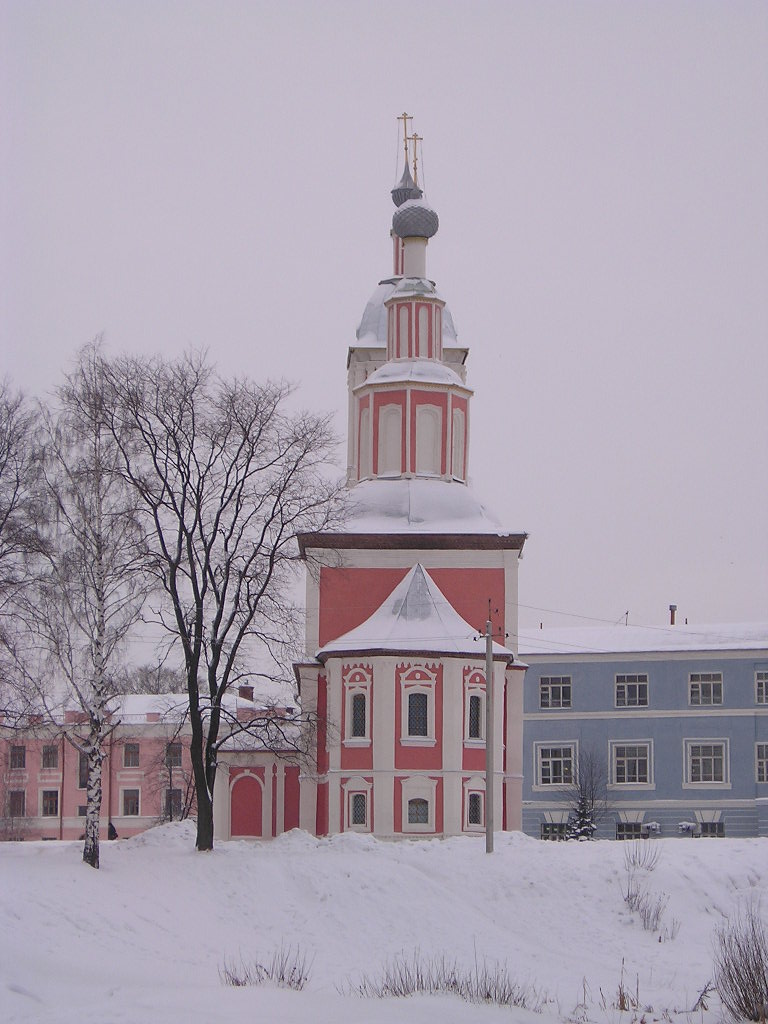
Казанская церковь напротив кремля (1773)

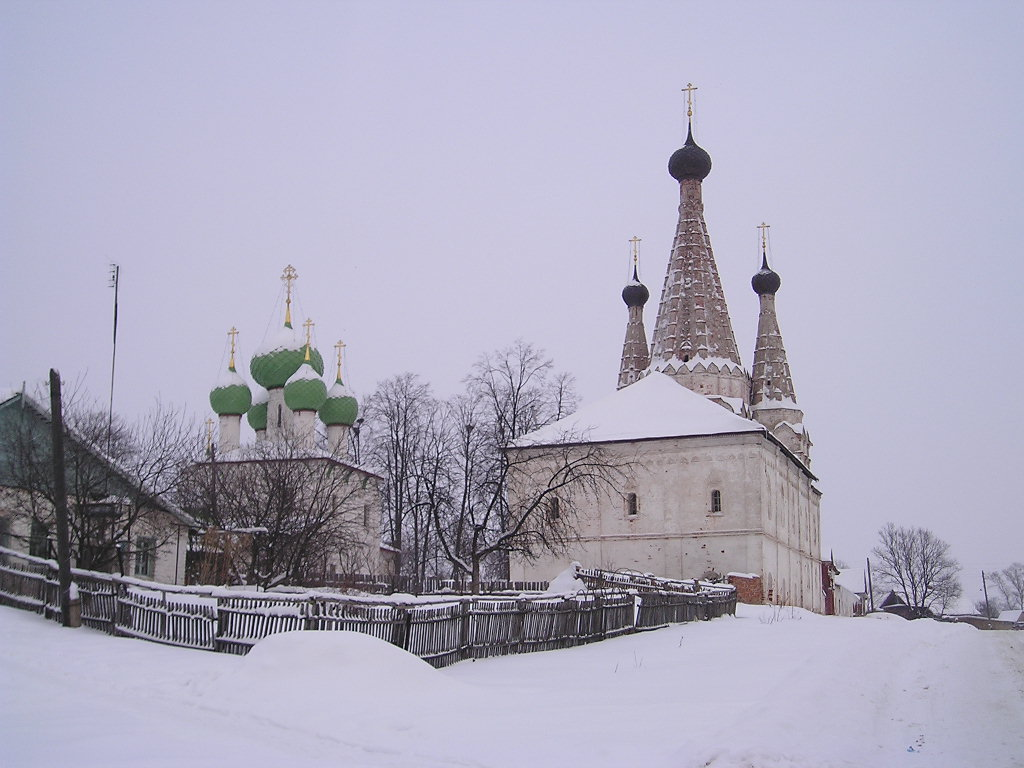
Огнева гора в Угличе

Благостина, День Святого царевича Димитрия (28 мая)
Единственная в России детская благотворительная декада, 10 дней детского творчества, благотворительных акций, православных и светских праздников, объединённых чувством милосердия и культуре России.
Июнь
Всероссийский велофестиваль «Угличская верста»
Двухдневный праздник велоспорта и велотуризма. В фестивале принимают участие любители и профессионалы разного возраста.
Август
Международный фестиваль фотографии «Фотопарад в Угличе» — один из старейших фестивалей фотографии в России. Оргкомитет фестиваля — администрация города Углича.
Август
- Угличская ярмарка урожая

В середине августа в разгар сбора урожая, медового, яблочного спаса на древней торговой площади Углича ежегодно проходит ярмарка урожая. На ярмарке угличане представляют дары своей земли, все гости могут попробовать угличские овощи, ягоды, фрукты, мёд, молоко, творог, топлёное молоко и многое другое. В разгар ярмарки по центральной улице проходит костюмированное шествие, а на площади проходит яркое скоморошье представление.
- Праздник рабочей лошади (ближайшие выходные к 31 августа — Дню Св. Флора и Лавра, покровителей лошадей)

В рамках праздника проходит экскурсия в конном экипаже с рассказом о княжеских конюшнях в Угличе, посещением церкви Св. Флора и Лавра, посещение Музея рабочей лошади в деревне Ивашково с рассказом о рабочих породах и роли лошади в жизни русского человека, конное шоу с рисующим жеребёнком, мастер-классы по седловке, запряжке лошадей а также мастер-классы по изготовлению сувенирных лошадок «Лоскутный коллаж», «Гравюра», «Акварель», «Лён», «Керамика».

## Туризм
Углич, благодаря своему историческому и природному наследию, ежегодно принимает более 320 000 туристов. Популярностью пользуются:
- паломнический туризм — в Угличе сохранилось 23 церкви и 3 действующих монастыря;
- спортивный туризм — велосипедные туры, байдарочные туры по малым лесным рекам, активные лыжные прогулки по зимнему лесу в окрестностях Углича;
- развлекательные фольклорные туры;
- фестивальный туризм (см. Фестивали в Угличе);
- крупнейшая ярмарка сувениров на Волге.
- магазин авторских кукол.
- 9 гостиниц

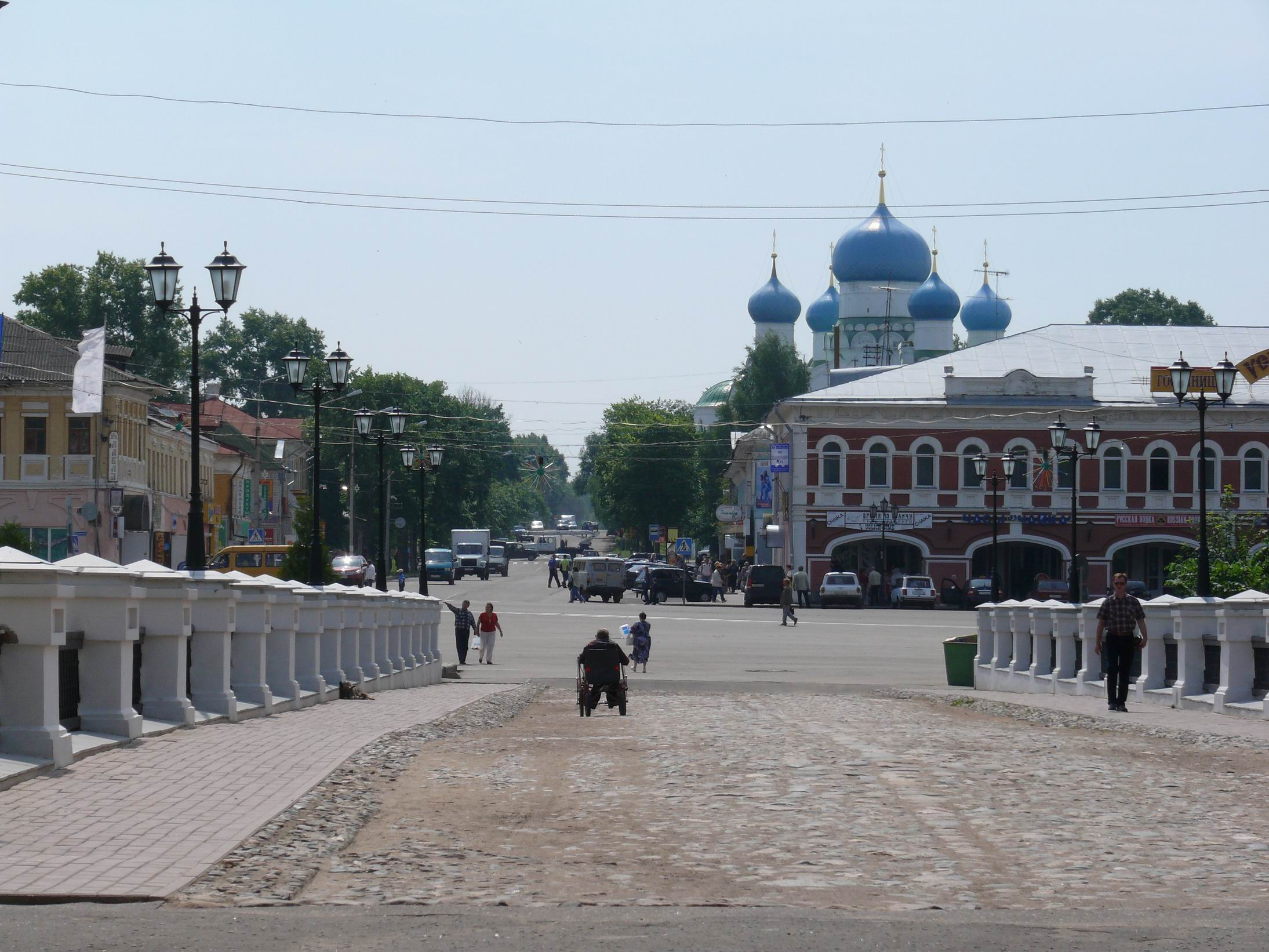
Успенская площадь (центр города)
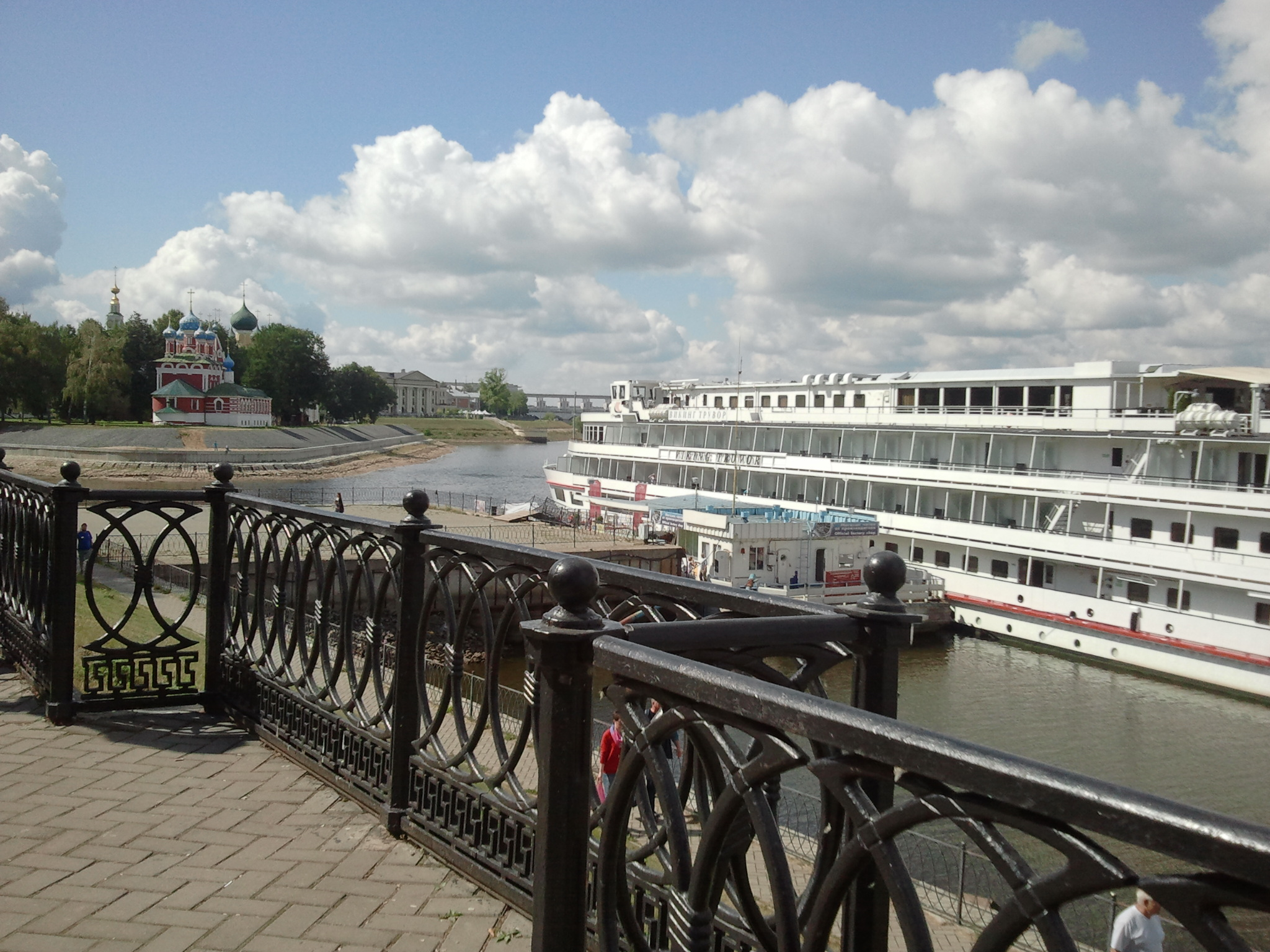
Пристань с круизными теплоходами
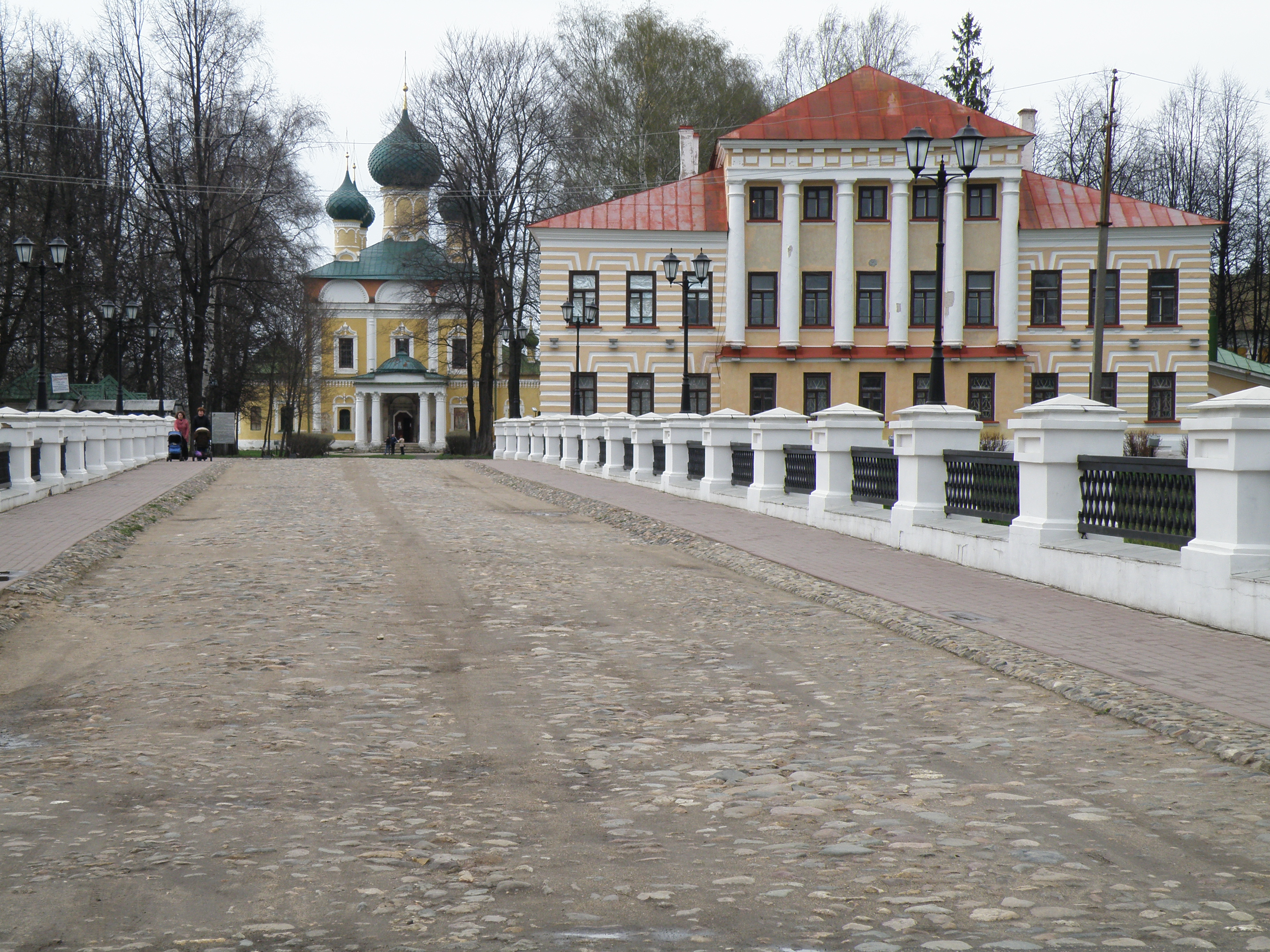
Вид на кремль с Успенской площади
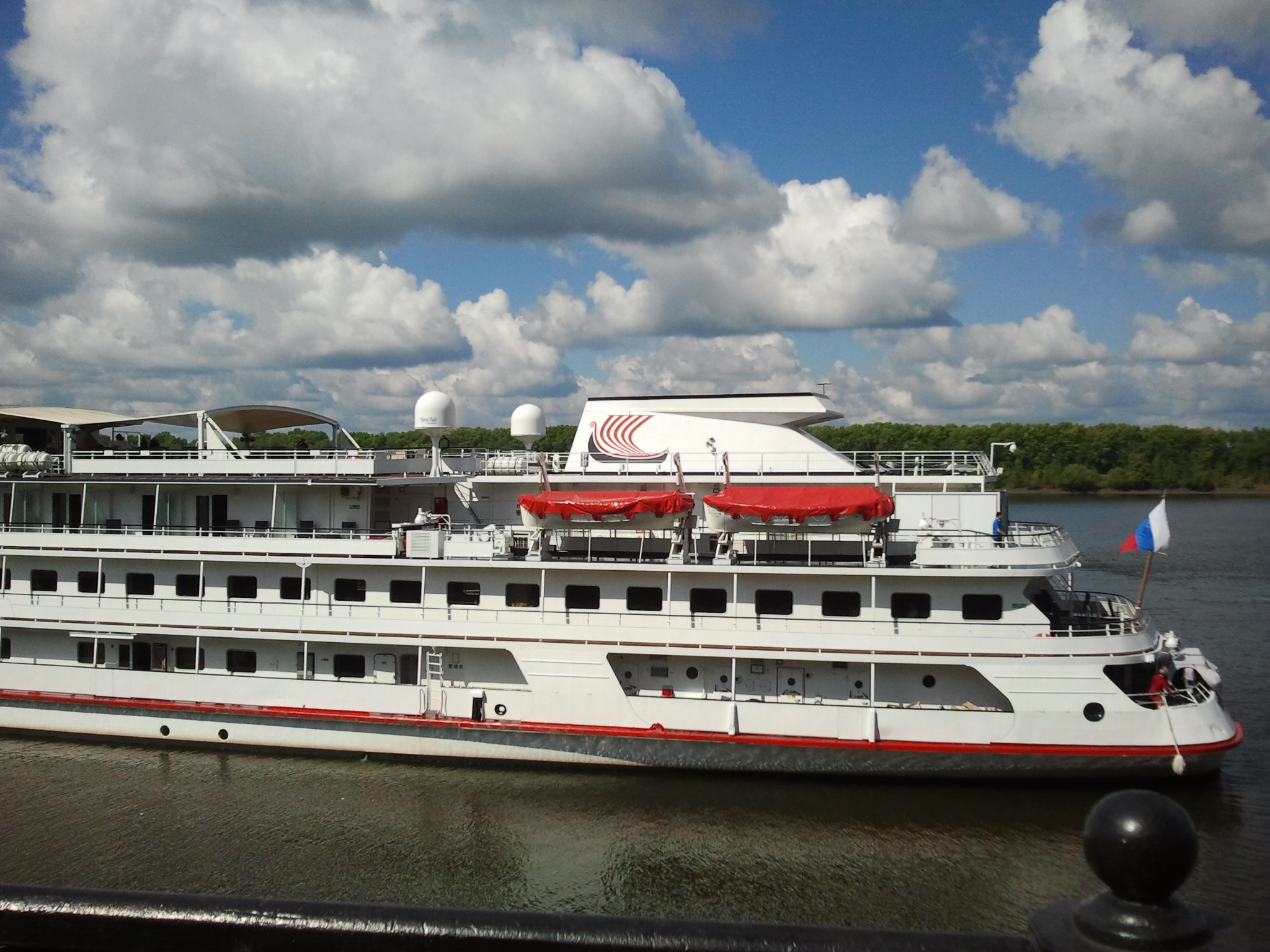
Теплоходы с туристами
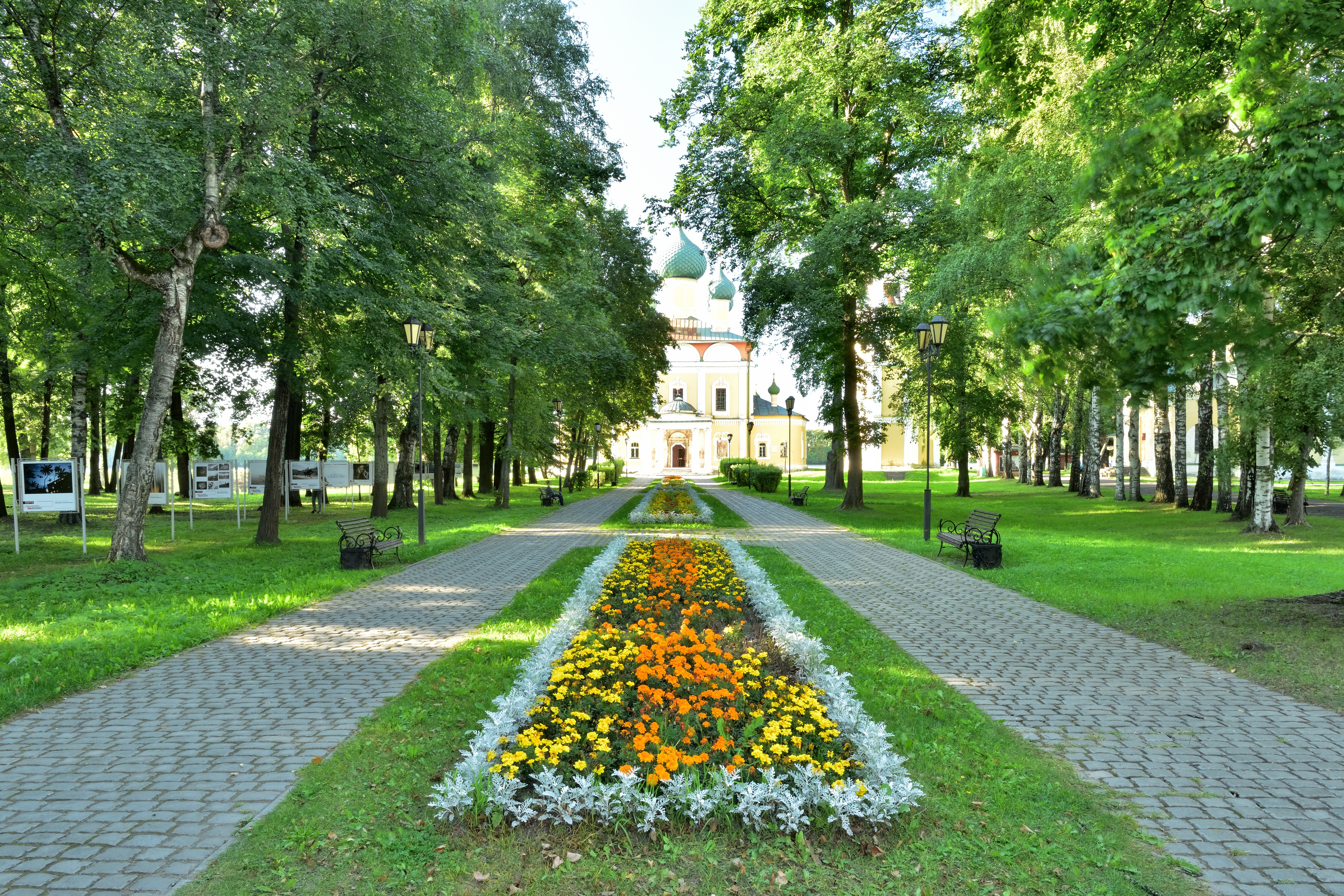
Парк на территории Кремля. Центральная аллея
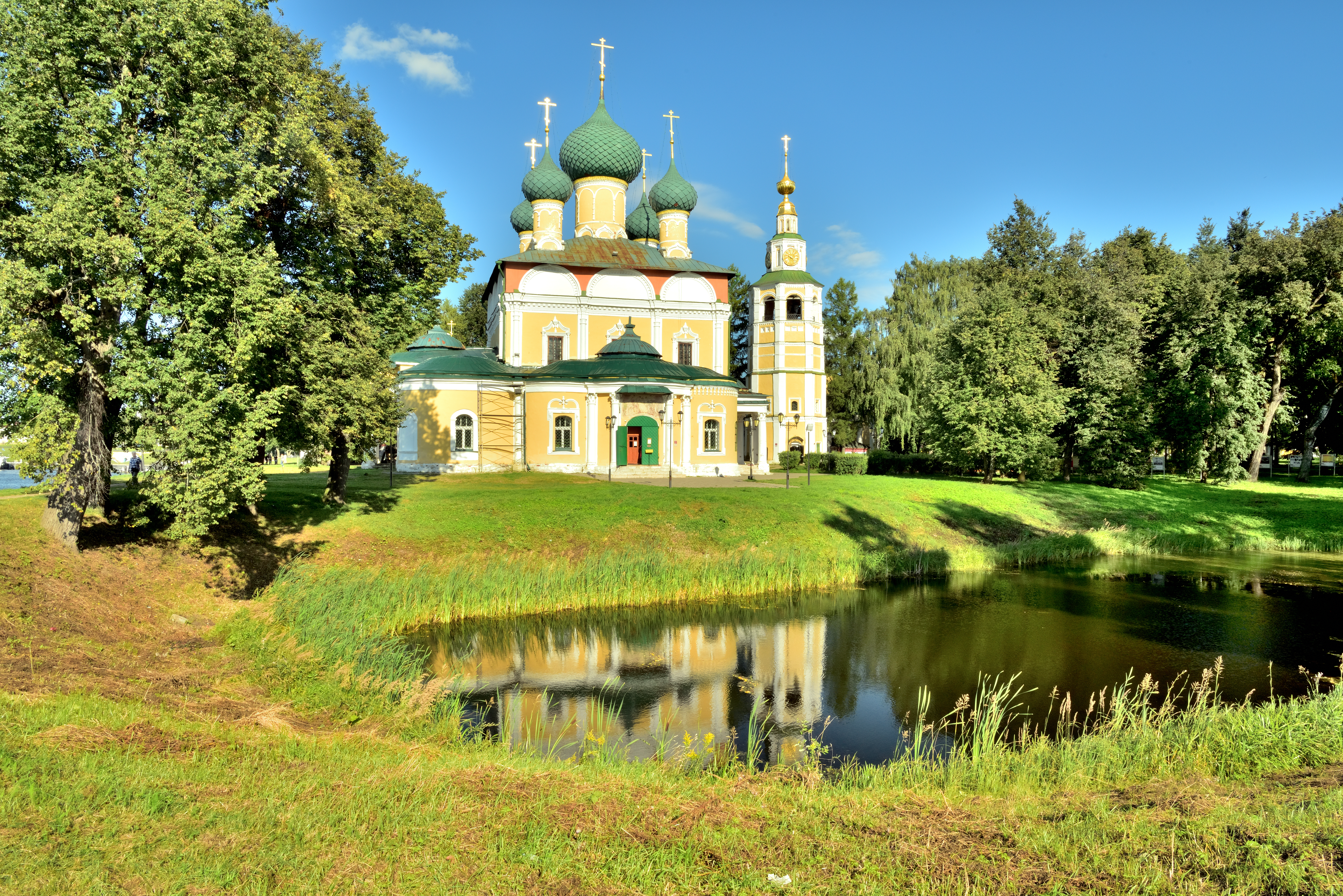
Парк Кремля. Участок у Спасо-Преображенского собора
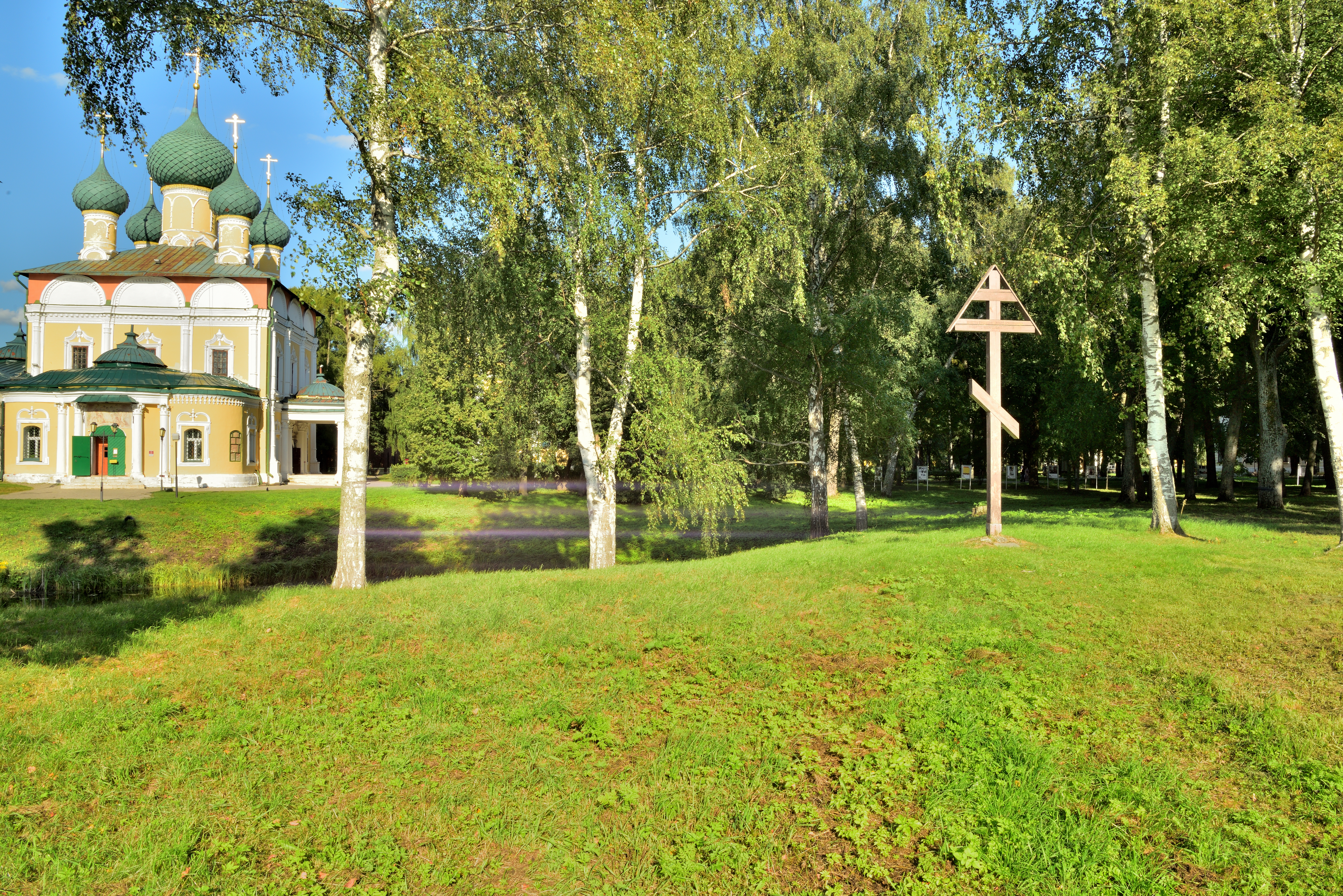
Парк Кремля. Западный участок у пруд

## СМИ[68]

### Печатные издания
- «Угличская газета»[69][70]
- «Полезная газета» (выходит с 2015 года)[71][72]

### Радиовещание[73]
- 87,6 — Русское радио
- 88,0 — Юмор FM
- 88,6 — Дорожное радио
- 90,5 — Маруся FM
- 91,5 — Ретро FM
- 91,9 — Радио России / ГТРК Ярославия
- 99,2 — Европа Плюс / Европа Плюс Ярославль
- 100,4 — Радио Шансон
- 101,3 — Авторадио / Авторадио Углич[74]
- 105,3 — Love Radio / Love Radio Углич[75]

### Телевидение
- 21 ТВК — Первый мультиплекс цифрового эфирного телевидения России
- 57 ТВК — Второй мультиплекс цифрового эфирного телевидения России
- ООО «ЯРТЕЛЕСЕРВИС» — Ярославская областная сеть кабельного телевидения, транслируемая на территории г. Углича.

## Города-побратимы
- Германия — Идштайн[76]
- Финляндия — Кеуруу[76]

## Известные уроженцы
- См. Категория:Персоналии:Углич